# أحمد جمال الدين
لواء أحمد محمد السيد جمال الدين (مواليد 11 نوفمبر 1952 بقرية شرشابة بمحافظة الغربية) هو لواء متقاعد ووزير الداخلية لجمهورية مصر العربية سابق. خدم في حكومة هشام قنديل منذ أغسطس 2012م حتى يناير 2013 خلفا لمحمد إبراهيم يوسف، وكان قد عين سابقا في منصب مساعد وزير الداخلية للأمن العام في عهد وزير الداخلية الأسبق منصور عيسوي، تعرض تعيينه لوزير داخلية في حكومة هشام قنديل لإنتقادات لارتباطه بقرابة مباشرة مع عبد الأحد جمال الدين، وزير الشباب والرياضة السابق المحسوب كأحد رموز نظام مبارك. وعيّن مستشارا لرئيس الجمهوية للأمن الداخلي في لرئيس الجمهورية المؤقت عدلي منصور ومستشارا للشئون الأمنية ومكافحة الإرهاب لرئيس الجمهورية عبد الفتاح السيسي.
شارك في المظاهرات التي انطلقت في مصر والمعروفة بمظاهرات 30 يونيو 2013 في مصر والتي خرجت في محافظات مصر لاسقاط حكم الاخوان المسلمين.

## الدراسة
- ليسانس الحقوق ودبلوم علوم الشرطة عام 1974م

## مجالات العمل
( الأمن العام – البحث الجنائي – الأمن الاجتماعي – الأمن الاقتصادي)
1. 1974م مديرية أمن الفيوم .
2. 1975م البحث الجنائي بمديرية أمن شمال سيناء .
3. 1979م البحث الجنائي بمديرية أمن جنوب سيناء .
4. 1981م مسؤول الأمن الاجتماعي بالإدارة العامة لرعاية الأحداث.
5. 1982م مسؤول الأمن الاقتصادي بالإدارة العامة لشرطة مباحث الكهرباء .
6. 1992م رئيس قسم المتابعة الجنائية بمديرية أمن قنا.
7. 1993م مفتش مباحث بقطاع مصلحة الأمن العام .
8. 2003م مساعد رئيس قطاع مصلحة الأمن العام للعمليات .
9. 2006م وكيل الإدارة العامة للمباحث الجنائية .
10. 2007م مدير الإدارة العامة لمباحث تنفيذ الأحكام بقطاع مصلحة الأمن العام .
11. 2009م مدير أمن جنوب سيناء .
12. 2010م مدير أمن أسيوط .
13. 2011م مساعد الوزير لقطاع مصلحة الأمن العام .
14. أغسطس 2012م وزير الداخلية أقاله محمد مرسي بعد احداث قصر الاتحادية في 5 ديسمبر 2012 بداعي تقصيره في حماية القصر وعدم الشدة مع المتظاهرين وعين بدلا منه اللواء محمد إبراهيم.
15. يوليو 2013 مستشارا لرئيس الجمهوية المؤقت للأمن الداخلي عدلي منصور.
16. نوفمبر 2014 عين بقرار جمهوري مستشارا لرئيس الجمهورية عبد الفتاح السيسي للشئون الأمنية ومكافحة الإرهاب.

## الحالة الاجتماعية
متزوج ولديه ثلاثة أبناء حسام (ضابط)، عبد الله (مهندس)، مروان (طبيب أسنان).